# Blackmagic Design
Blackmagic Design – australijskie przedsiębiorstwo-manufaktura zajmujące się działem kina cyfrowego, mające siedzibę w przedmieściu Melbourne (Port Melbourne), w stanie Wiktoria w Australii. Firma projektuje i produkuje sprzęt do broadcastingu i dla kin, w szczególności high-endowe cyfrowe kamery filmowe; zarządza także oprogramowaniem do edycji filmów, jak DaVinci Resolve i Blackmagic Fusion. Blackmagic Design posiada 8 biur na całym świecie.

## Historia

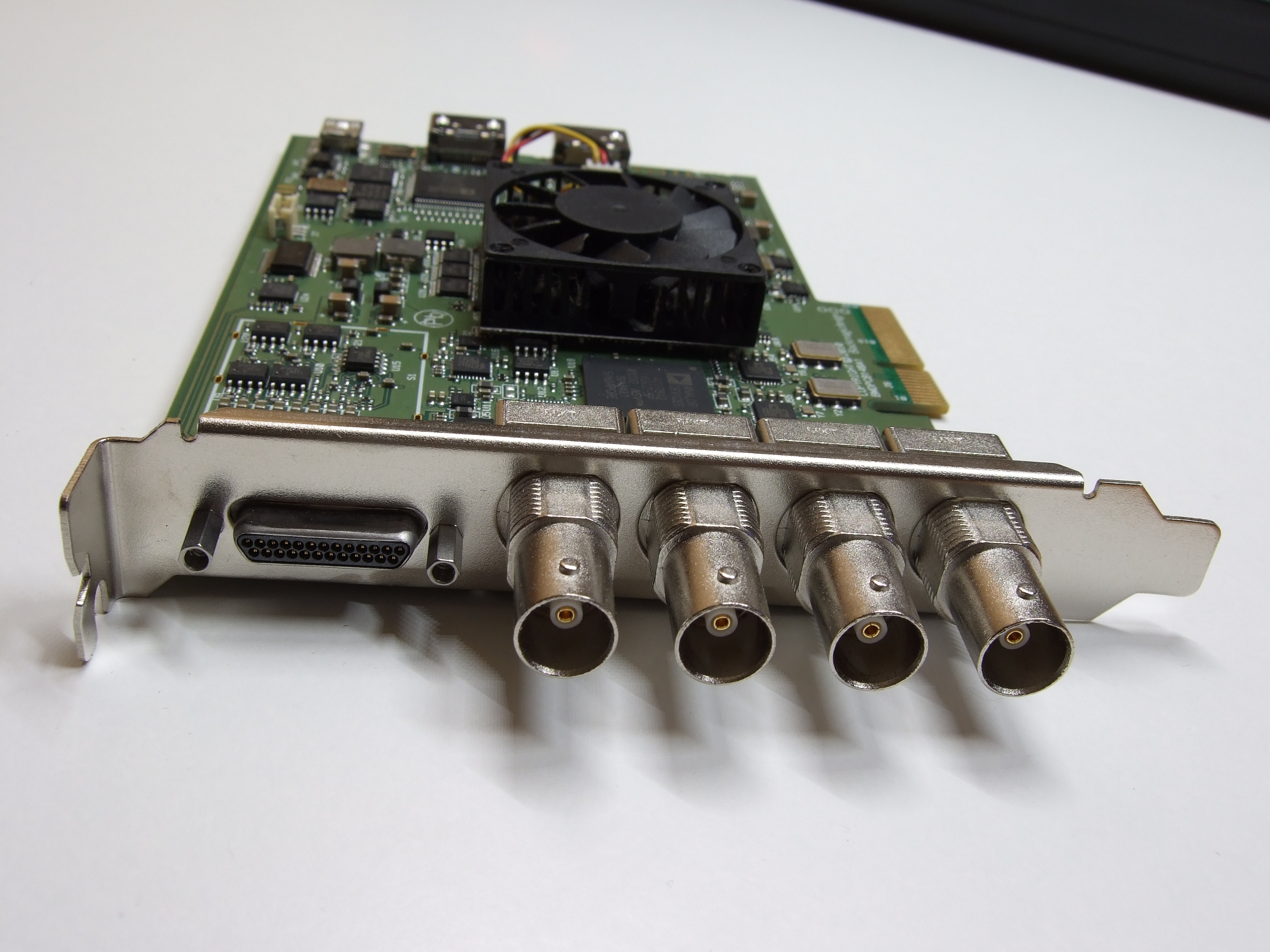
DeckLink HD Extreme 3D dual link o szybkości 3 Gb/s, urządzenie do przechwytywania obrazu, z wejściami z rodziny Serial digital interface, dla PCI Express

Przedsiębiorstwo zostało założone przez Granta Pettyego w 2001 – pierwszy produkt został wydany już w 2002 – kartę do przechwytywania obrazu nazwaną DeckLink na systemy operacyjne macOS, która jako pierwsza umożliwiała nagrywanie nieskompresowanego 10-bitowego filmiku. Firma wydała nowsze wersje tego modelu dodając możliwość korekcji kolorów, wsparcia dla systemu operacyjnego Microsoft Windows, również dla Adobe Premiere Pro i Microsoft DirectShow.
W 2005 firma wydała nowe produkty, wliczając wielomostkowe modele dwukierunkowych konwerterów na PCIe, a także modele FrameLink opartych na oprogramowaniu Digital Picture Exchange. W 2006 firma opublikowała oprogramowanie do produkcji telewizyjnej Blackmagic On-Air.
W 2009 przedsiębiorstwo przejęła amerykańską firmę Da Vinci Systems, znaną z produktów do korekcji kolorów i gradacji kolorystycznej.
W 2012, na targach NAB Show, Blackmagic zaprezentowało swoją pierwszą kamerę filmową.
W 2014 przedsiębiorstwo przejęło firmę Eyeon Software Inc., znaną z oprogramowania Blackmagic Fusion.
W 2018 firma stała się uczestnikiem programu Post Technology Alliance Netflixa, który obejmuje kamery kinowe URSA i DaVinci Resolve. W tym samym roku Blackmagic Design współpracowało z Apple, aby stworzyć Blackmagic eGPU, zewnętrzną jednostkę graficzną, która była sprzedawana w Apple Store przez pierwsze sześć miesięcy od premiery. Później został wydany Blackmagic eGPU Pro, który był sprzedawany wyłącznie przez Apple Store.